# Liste der Rijksmonumente in Aardenburg
Im niederländischen Ort Aardenburg, der zur Gemeinde Sluis gehört, gibt es 67 Einträge im Monumentenregister:
| Objekt | Typ?                         | Baujahr                        | Architekt      | Adresse                                             | Koordinaten?                    | Nr.?   | Bild |
| --- | ---------------------------- | ------------------------------ | -------------- | --------------------------------------------------- | ------------------------------- | ------ | --- |
| Gelände mit den Resten eines Klosters, Mittelalter. | Bodendenkmal                 |                                |                | Kloosterwei                                         | 51° 16′ 9″ N, 3° 26′ 44″ O      | 330191 | |
| Gelände mit Spuren von der Bewohnung und/oder der Bestattung von Römern. | Bodendenkmal                 | 2. Jahrh.                      |                | Eecloosche                                          | 51° 16′ 11″ N, 3° 27′ 0″ O      | 330202 | |
| Gaswerk | Bodendenkmal                 |                                |                | Beekmanstraat                                       | 51° 16′ 15″ N, 3° 27′ 3″ O      | 330373 | |
| Gelände mit Fundamenten einer Festungsmauer mit Türmen, die Reste der angrenzenden Wassergräben, eine Straße und Spuren von einer Besiedlung aus der Römerzeit. | Bodendenkmal                 | 2. Jahrh.                      |                | Scheidingspad/Zuidw                                 | 51° 16′ 17″ N, 3° 26′ 53″ O     | 330379 | |
| Gelände mit Fundamenten von einem Eintrittstor mit anschließender Festungsmauer und Spuren eines Wassergrabens, einer Straße und einer Bewohnung, Römisches Reich (Mittelalter). | Bodendenkmal                 | 2. Jahrh.                      |                | Ruiterskwartier/Schei                               | 51° 16′ 19″ N, 3° 26′ 54″ O     | 330419 | |
| Gelände mit Fundamenten von einem Eintrittstor mit anschließenden Festungsmauer und Spuren eines Wassergrabens, eines Zugangswegs und einer Brücke, Römisches Reich | Bodendenkmal                 | 2. Jahrh.                      |                | Burchtstraat                                        | 51° 16′ 22″ N, 3° 26′ 48″ O     | 330428 | Gelände mit Fundamenten aus einem Eintrittstor mit anschließender Festungsmauer und Spuren eines Wassergrabens, eines Zugangswegs und einer Brücke aus der Zeit des Römischen Reichs |
| Gelände mit den Fundamenten einer Festungsmauer mit Ecktürmen und Spuren eines Wassergrabens, Römerzeit. | Bodendenkmal                 | 2. Jahrh.                      |                | Sint Bavostraat                                     | 51° 16′ 24″ N, 3° 26′ 49″ O     | 330445 | |
| Fundamentierung der Mariakerk | Bodendenkmal                 |                                |                | Akkerstraat/Boogaards                               | 51° 16′ 17″ N, 3° 27′ 9″ O      | 330452 | |
| Gelände mit Resten des römischen Kastells, Fundamenten einer Kirche aus dem frühen Mittelalter (10. Jahrhundert), bemaltem Grabgewölbe aus dem Spätmittelalter (13. bis 14. Jahrhundert), Grabsteinen aus dem Spätmittelalter und/oder der Neuzeit, die sich im Kirchenboden befinden, sowie verschiedenen Gräbern aus dem Spätmittelalter und/oder der Neuzeit außerhalb der Kirche | Bodendenkmal                 | 2. Jahrh.                      |                | Sint Bavostraat 3                                   | 51° 16′ 22,1″ N, 3° 26′ 53,5″ O | 531070 | |
| Villa mit vielen Vorbauten an allen Fronten. | Wohngebäude                  | 1885                           | J.A. Frederiks | Herendreef 61                                       | 51° 16′ 22″ N, 3° 25′ 47″ O     | 509251 | |
| Villa mit vielen Vorbauten an allen Fronten. | Hofumgrenzung                | 1885                           | J.A. Frederiks | Herendreef bei 63                                   | 51° 16′ 24″ N, 3° 25′ 43″ O     | 509252 | |
| Park im englischen Landschaftsstil | Garten und Parkanlage erbaut | im ausgehenden 19. Jahrhundert |                | Herendreef bei 61                                   | 51° 16′ 19″ N, 3° 25′ 59″ O     | 509253 | |
| Brandspuithuisje | Regierungsgebäude            | 1888                           | J.A. Frederiks | Markt 2                                             | 51° 16′ 26″ N, 3° 26′ 57″ O     | 509263 | Brandspuithuisje |
| Pferdestall | Bauernhof                    | ca. 1895                       |                | Markt 4                                             | 51° 16′ 26″ N, 3° 26′ 57″ O     | 509264 | Pferdestall |
| Bavokerk | (Teil einer) Kirche          |                                |                | Sint Bavostraat 5                                   | 51° 16′ 22″ N, 3° 26′ 55″ O     | 6880   | Bavokerk |
| Turm der Bavokerk | (Teil einer) Kirche          |                                |                | Sint Bavostraat bei 5                               | 51° 16′ 23″ N, 3° 26′ 53″ O     | 6881   | Turm der Bavokerk |
| Kellerwohnung, zog zusammen aus zwei separaten Gebäuden. | Wohngebäude                  |                                |                | Markt 27                                            | 51° 16′ 24″ N, 3° 26′ 57″ O     | 6882   | |
| Teilweise unterkellertes Haus mit einer gestrichen rechten Fassade und einem Satteldach. | Wohngebäude                  |                                |                | Markt 24                                            | 51° 16′ 24″ N, 3° 26′ 58″ O     | 6883   | |
| Kellerwohnung | Wohngebäude                  |                                |                | Markt 26                                            | 51° 16′ 24″ N, 3° 26′ 57″ O     | 6884   | |
| Kellerwohnung | Werk- und Wohngebäude        |                                |                | Markt 28                                            | 51° 16′ 25″ N, 3° 26′ 56″ O     | 6885   | |
| Teilweise unterkellertes Haus aus gelbem Stein | Werk- und Wohngebäude        |                                |                | Marktstraat 18                                      | 51° 16′ 27″ N, 3° 26′ 53″ O     | 6886   | Teilweise unterkellertes Haus aus gelbem Stein |
| Gebäude | Wohngebäude                  | 16. Jahrhundert                |                | Tuimelsteenstraat 18                                | 51° 16′ 21″ N, 3° 26′ 55″ O     | 6887   | |
| Fünf Joche breites Gebäude mit verputzter Fassade. | Wohngebäude                  |                                |                | Weststraat 15                                       | 51° 16′ 26″ N, 3° 26′ 47″ O     | 6888   | |
| Taufgesinnte Schuurkerk (Scheunenkirche) | (Teil einer) Kirche          |                                |                | Weststraat 37                                       | 51° 16′ 26″ N, 3° 26′ 43″ O     | 6889   | Taufgesinnte Schuurkerk (Scheunenkirche) |
| Fünf Joche breit Gebäude mit rechten Fassade. | Werk- und Wohngebäude        |                                |                | Weststraat 55                                       | 51° 16′ 26″ N, 3° 26′ 39″ O     | 6890   | |
| Kellerwohnung mit verputzter, rechter Fassade. | Wohngebäude                  |                                |                | Weststraat 61                                       | 51° 16′ 26″ N, 3° 26′ 38″ O     | 6891   | |
| Teilweise unterkellertes Haus mit Satteldach. | Wohngebäude                  |                                |                | Weststraat 63                                       | 51° 16′ 26″ N, 3° 26′ 37″ O     | 6892   | |
| Gebäude aus Fassadenziegeln. | Wohngebäude                  |                                |                | Weststraat 75                                       | 51° 16′ 26″ N, 3° 26′ 35″ O     | 6893   | |
| Haus mit zweifarbigen Treppengiebel. | Wohngebäude                  |                                |                | Weststraat 79                                       | 51° 16′ 26″ N, 3° 26′ 34″ O     | 6894   | |
| Gebäude mit in der Fassade eingetragener römischen Zahl „XVII“ Fragmente: dekorative Anker, Girlanden und der Jahrstein 1646. | Werk- und Wohngebäude        | 1646                           |                | Weststraat 85                                       | 51° 16′ 26″ N, 3° 26′ 33″ O     | 6895   | |
| Teil der Parzelle eines zweischiffigen Hauses mit doppeltem Treppengiebel zur Straße. | Wohngebäude                  |                                |                | Weststraat 22                                       | 51° 16′ 27″ N, 3° 26′ 47″ O     | 6896   | Teil der Parzelle eines zweischiffigen Hauses mit doppeltem Treppengiebel zur Straße.                                                                                                |
| Teil der Parzelle eines zweischiffigen Hauses mit doppelten Treppengiebel zur Straße. | Wohngebäude                  |                                |                | Weststraat 24                                       | 51° 16′ 27″ N, 3° 26′ 47″ O     | 6897   | |
| Teilweise unterkellertes Haus. | Werk- und Wohngebäude        |                                |                | Weststraat 38                                       | 51° 16′ 27″ N, 3° 26′ 44″ O     | 6898   | |
| L-förmige Kellerwohnung. | Wohngebäude                  |                                |                | Weststraat 56                                       | 51° 16′ 27″ N, 3° 26′ 39″ O     | 6899   | |
| Maria Hemelvaartkerk | (Teil einer) Kirche          |                                |                | Weststraat 80                                       | 51° 16′ 27″ N, 3° 26′ 34″ O     | 6900   | Maria Hemelvaartkerk |
| Gebäude mit zerstörter, rechten Fassade auf einem natürlich-steinernen Fundament. | Wohngebäude                  |                                |                | Weststraat 84                                       | 51° 16′ 26″ N, 3° 26′ 33″ O     | 6901   | |
| Gebäude | Wohngebäude                  |                                |                | Weststraat 90                                       | 51° 16′ 26″ N, 3° 26′ 32″ O     | 6902   | |
| Westpoort | Offene Festung               |                                |                | Torbau Westpoort                                    | 51° 16′ 26″ N, 3° 26′ 31″ O     | 6903   | Westpoort |
| Grundstücke aus dem ehemaligen Verteidigungssystems. | Wall                         |                                |                | Platz eines früheren Verteidigungssystems.          | 51° 16′ 19″ N, 3° 27′ 9″ O      | 6904   | |
| Gelände von einem ehemaligen Verteidigungssystems. | Wall                         |                                |                | Grundstück eines alten Verteidigungssystems.        | 51° 16′ 21″ N, 3° 27′ 7″ O      | 6905   | |
| Grundstücke von einem ehemaligen Verteidigungssystems. | Wall                         |                                |                | Gebiet eines früheren Verteidigungssystems.         | 51° 16′ 17″ N, 3° 26′ 30″ O     | 6906   | |
| Grundstücke von einem ehemaligen Verteidigungssystems. | Wall                         |                                |                | Grundstück eines früheren Verteidigungssystems.     | 51° 16′ 31″ N, 3° 27′ 0″ O      | 6907   | |
| Grundstücke von einem ehemaligen Verteidigungssystems. | Wall                         |                                |                | Grundstück früheres Verteidigungssystems.           | 51° 16′ 39″ N, 3° 26′ 36″ O     | 6908   | |
| Grundstücke aus dem ehemaligen Verteidigungssystems. | Wall                         |                                |                | Grundstück früheres Verteidigungssystems.           | 51° 16′ 19″ N, 3° 25′ 50″ O     | 6909   | |
| Grundstücke aus einem ehemaligen Verteidigungssystems. | Wall                         |                                |                | Grundstück eines ehemaligen Verteidigungssystems.   | 51° 16′ 24″ N, 3° 25′ 50″ O     | 6910   | |
| Grundstücke von einem ehemaligen Verteidigungssystems. | Wall                         |                                |                | Grundstück eines früheren Verteidigungssystems.     | 51° 16′ 24″ N, 3° 25′ 50″ O     | 6911   | |
| Grundstücke von einem ehemaligen Verteidigungssystems. | Wall                         |                                |                | Grundstück von einem früheren Verteidigungssystems. | 51° 16′ 14″ N, 3° 27′ 34″ O     | 6912   | |
| Grundstücke von einem ehemaligen Verteidigungssystem. | Wall                         |                                |                | Grundstück eines früheren Verteidigungssystems.     | 51° 16′ 18″ N, 3° 26′ 6″ O      | 6913   | |
| Grundstücke von einem ehemaligen Verteidigungssystems.. | Wall                         |                                |                | Grundstück eines früheren Verteidigungssystems.     | 51° 16′ 39″ N, 3° 26′ 45″ O     | 6914   | |
| Grundstücke von dem ehemaligen Verteidigungssystems. | Wall                         |                                |                | Grundstück eines früheren Verteidigungssystems.     | 51° 16′ 6″ N, 3° 26′ 59″ O      | 6915   | |
| Grundstücke aus dem ehemaligen Verteidigungssystem. | Wall                         |                                |                | Grundstück eines früheren Verteidigungssystems.     | 51° 16′ 33″ N, 3° 27′ 5″ O      | 6916   | |
| Grundstücke von einem ehemaligen Verteidigungssystems. | Wall                         |                                |                | Grundstück eines früheren Verteidigungssystems.     | 51° 16′ 39″ N, 3° 26′ 41″ O     | 6917   | |
| Grundstücke von einem ehemaligen Verteidigungssystems. | Wall                         |                                |                | Grundstück eines früheren Verteidigungssystems.     | 51° 16′ 10″ N, 3° 27′ 34″ O     | 6918   | |
| Grundstücke von einem ehemaligen Verteidigungssystems. | Wall                         |                                |                | Grundstück eines früheren Verteidigungssystems.     | 51° 16′ 28″ N, 3° 27′ 7″ O      | 6919   | |
| Grundstücke aus dem ehemaligen Verteidigungssystem. | Wall                         |                                |                | Grundstück eines früheren Verteidigungssystems.     | 51° 17′ 16″ N, 3° 27′ 50″ O     | 6920   | |
| Grundstücke von einem ehemaligen Verteidigungssystems. | Wall                         |                                |                | Grundstück von einem früheren Verteidigungssystems. | 51° 16′ 27″ N, 3° 26′ 20″ O     | 6921   | |
| Grundstücke von einem ehemaligen Verteidigungssystems. | Wall                         |                                |                | Grundstück eines ehemaligen Verteidigungssystems.   | 51° 16′ 38″ N, 3° 26′ 40″ O     | 6922   | |
| Grundstücke eines ehemaligen Verteidigungssystems. | Wall                         |                                |                | Grundstück von einem früheren Verteidigungssystems. | 51° 16′ 10″ N, 3° 27′ 38″ O     | 6923   | |
| Grundstücke eines ehemaligen Verteidigungssystems. | Wall                         |                                |                | Grundstück eines früheren Verteidigungssystems.     | 51° 16′ 29″ N, 3° 27′ 6″ O      | 6924   | |
| Grundstücke eines ehemaligen Verteidigungssystems. | Wall                         |                                |                | Grundstück eines früheren Verteidigungssystems.     | 51° 16′ 35″ N, 3° 26′ 39″ O     | 6925   | |
| Grundstücke von einem ehemaligen Verteidigungssystems. | Wall                         |                                |                | Grundstück eines früheren Verteidigungssystems.     | 51° 17′ 9″ N, 3° 26′ 59″ O      | 6926   | |
| Grundstücke von einem ehemaligen Verteidigungssystems. | Wall                         |                                |                | Grundstück eines früheren Verteidigungssystems.     | 51° 16′ 38″ N, 3° 26′ 53″ O     | 6927   | |
| Grundstücke von einem ehemaligen Verteidigungssystems. | Wall                         |                                |                | Grundstück eines früheren Verteidigungssystems.     | 51° 16′ 34″ N, 3° 26′ 32″ O     | 6928   | |
| Grundstücke eines ehemaligen Verteidigungssystems. | Wall                         |                                |                | Grundstück früheres Verteidigungssystems.           | 51° 16′ 11″ N, 3° 27′ 42″ O     | 6929   | |
| Grundstücke eines ehemaligen Verteidigungssystems. | Wall                         |                                |                | Grundstück eines ehemaligen Verteidigungssystems.   | 51° 16′ 12″ N, 3° 26′ 50″ O     | 6930   | |
| Grundstücke eines ehemaligen Verteidigungssystems. | Wall                         |                                |                | Grundstück eines früheren Verteidigungssystems.     | 51° 16′ 22″ N, 3° 27′ 26″ O     | 6931   | |
| Grundstücke eines ehemaligen Verteidigungssystems. | Wall                         |                                |                | Grundstück eines früheren Verteidigungssystems.     | 51° 16′ 31″ N, 3° 27′ 17″ O     | 6932   | |
| Grundstücke von einem ehemaligen Verteidigungssystems. | Wall                         |                                |                | Grundstück eines früheren Verteidigungssystems.     | 51° 16′ 16″ N, 3° 26′ 30″ O     | 6933   | |